# Luís Filipe Azinhais Mendes
Luís Filipe Azinhais Mendes foi um militar e ferroviário português.

## Biografia
Combateu durante a Primeira Guerra Mundial, tendo atingido o posto de major.
Em 25 de Novembro de 1944, começou a trabalhar como adjunto comercial da Direcção de Serviços na Administração dos Portos, Caminhos de Ferro e Transportes de Moçambique.
Em Novembro de 1955, foi um dos representantes da empresa na 2.ª Conferência dos Directores-Gerais dos Caminhos de Ferro na África Meridional, em Nairobi.
Aposentou-se em 9 de Abril de 1958, por ter atingido o limite de idade. Nessa altura, foi homenageado pela Direcção pelo zelo mostrado na sua função, especialmente pelos seus contactos com empresas estrangeiras que actuavam naquela zona. Um grupo de funcionários dos Caminhos de Ferro de Moçambique ofereceu-lhe um almoço de despedida num restaurante em Lourenço Marques.

## Condecorações
Foi homenageado com o grau de Comendador na Ordem Militar de Cristo em 21 de Janeiro de 1919, e com grau de Oficial em 5 de Outubro de 1924 na Ordem Militar de Avis, tendo ascendido ao grau de Comendador na mesma ordem em 7 de Outubro de 1939.